# SRH統計
SRH統計(Shockley-Read-Hall processもしくはShockley-Hall-Read process)は、半導体中の深い準位によるキャリアの生成再結合(捕獲及び放出)の時定数に関してあらわしたモデル。1952年に W.Shockley、T.Readらにより提唱され、一般に使用されているモデルである。
このモデルでは、深い準位によるキャリアの捕獲の時定数{\displaystyle \tau _{n}^{cap},\tau _{p}^{cap}}を捕獲されるキャリアの密度と捕獲断面積で決定される時定数で表し、深い準位からのキャリアの放出の時定数{\displaystyle \tau _{n}^{emi},\tau _{p}^{emi}}を捕獲断面積とその深い準位のエネルギーで表している。
伝導帯、価電子帯、深い準位のエネルギーを{\displaystyle E_{C},E_{V},E_{T}}とし、電子密度、ホール密度を{\displaystyle n,p}とした場合、それぞれの時定数は次の4つの式で表記される。
{\displaystyle \tau _{n}^{emi}={1 \over {C_{n}n_{1}}}},
{\displaystyle \tau _{n}^{cap}={1 \over {C_{n}n}}}
{\displaystyle \tau _{p}^{emi}={1 \over {C_{p}p_{1}}}},
{\displaystyle \tau _{p}^{cap}={1 \over {C_{p}p}}}
ただし、
{\displaystyle n_{1}=N_{C}\exp({-{{E_{C}-E_{T}} \over {kT}}})}
{\displaystyle p_{1}=N_{V}\exp({-{{E_{T}-E_{V}} \over {kT}}})}
DLTSでは、上記の{\displaystyle n_{1}},{\displaystyle p_{1}}がエネルギーと温度の関数であることを利用して、応答時間の違いから深い準位のエネルギーを算出する。